# Apatyt

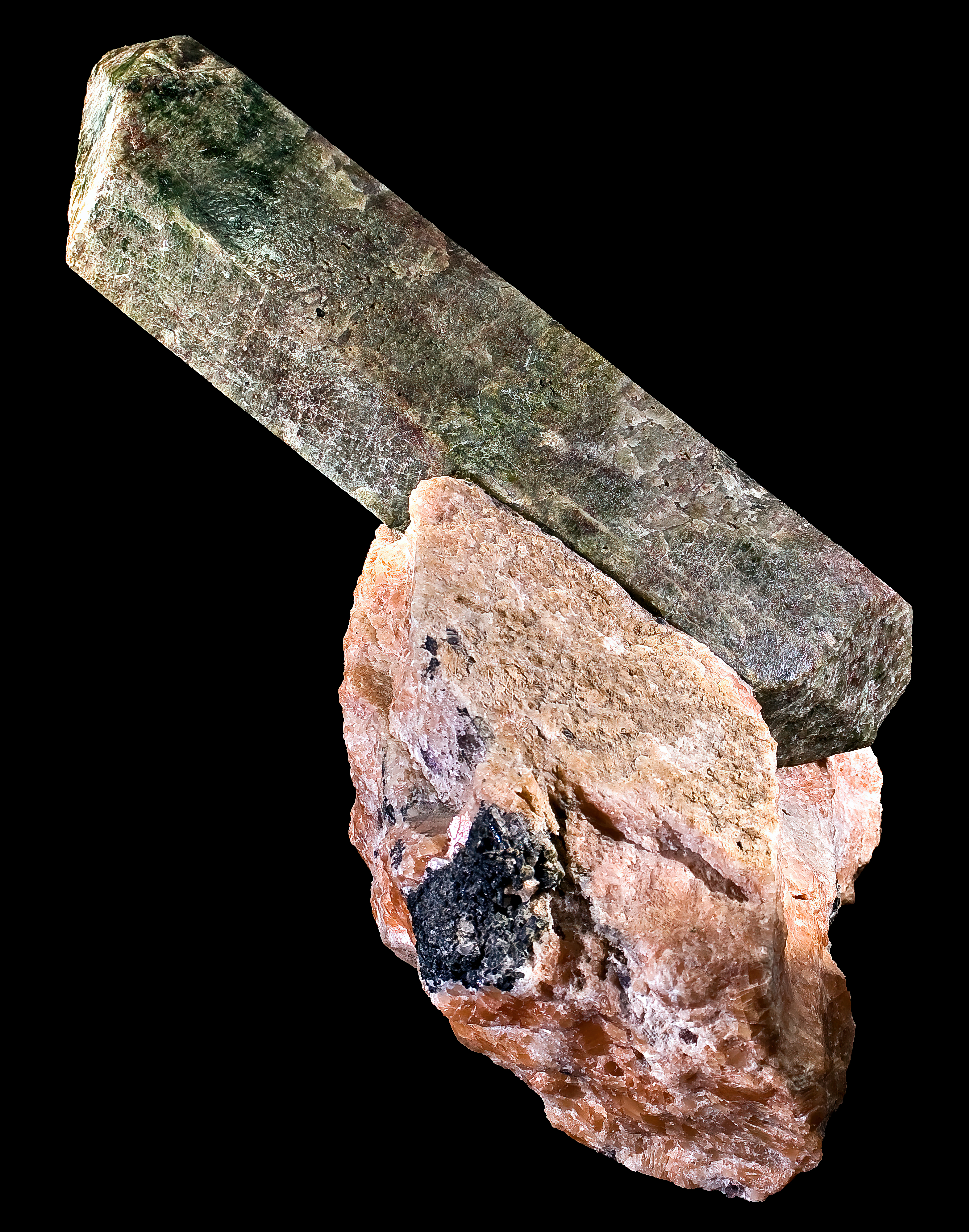

Apatyt (gr. apatao = „oszukiwać, zwodzić, łudzić”, gdyż często bywa mylony z innymi minerałami jak beryl, nefelin, diopsyd, turmalin czy diaspor) – minerał z gromady fosforanów. Należy do minerałów szeroko rozpowszechnionych występujących we wszystkich typach skał.

## Charakterystyka

### Właściwości
Krystalizuje w układzie heksagonalnym, klasy bipiramidy heksagonalnej. Tworzy kryształy sześcioboczne, o pokroju słupkowym wydłużonym, igiełkowym lub tabliczkowym, zakończone dwuścianem lub piramidą heksagonalną. Często występuje w formie skupień zbitych, masywnych, druzowatych, promienistych, kulistych, ziarnistych, oolitycznych, kolumnowych, mikrokrystalicznych, naciekowych, stalaktytowych, ziemistych, sferolitycznych, włóknistych, nerkowatych, skorupowych; konkrecje i naskorupienia. Jest kruchy, przezroczysty, przeświecający lub nieprzezroczysty, wykazuje fluorescencję białą, zieloną, niebieską, pomarańczową i żółtawą. Ma połysk żywiczny lub szklisty, a na powierzchniach przełamu - tłusty. Łupliwość jest zwykle poprzeczna do wydłużeń słupa. Jest izostrukturalny z mimetezytem, piromorfitem, wanadynitem, pieczkaitem, parafiniukitem. Rozpuszczalny w mocnych kwasach. Posiada słabą dyspersję wynoszącą 0,013 oraz wykazuje dwójłomność na poziomie 0,002. Stosunkowo twardy, daje się zarysować szkłem, stalą zwykłą oraz stalą narzędziową. Współczynnik załamania światła zależny od składu chemicznego; najniższy posiada apatyt fluorowy, a najwyższy - chlorowy. Cienkie płytki posiadają pleochroizm barwy niebieskozielonej. Bywa mylony z berylem, fenakitem, kwarcem, kordierytem, ortoklazem, smithsonitem, nefelinem i milarytem. Niektóre apatyty z Kazachstanu wykazują efekt aleksandrytu, będąc żółtawo-zielone w świetle dziennym i różowawo-pomarańczowe w świetle żarowym. 

### Odmiany
Sama nazwa używana jest obecnie do grupy minerałów, która różni się zawartością: fluoru - fluorapatyt, chloru - chlorapatyt, tlenu - oksyapatyt, grup hydroksylowych - hydroksylapatyt.W skład tej grupy wchodzą także: węglano-fluorapatyt i węglano-hydroksylapatyt. Najpowszechniejszą odmianą jest fluorapatyt. Występują odmiany gdzie jon fosforanowy zastępowany jest częściowo jonem siarczanowym, arsenianowym lub krzemianowym. Wapń może być zastąpiony np. manganem, strontem, uranem lub alkaliami.

### Występowanie
Krystaliczny apatyt występuje prawie we wszystkich skałach magmowych. Jest najpospolitszym fosforanem na Ziemi. Duże koncentracje apatytu znajdują się w pewnych partiach rud magnetytowych. Apatyt jest częstym składnikiem pegmatytów, nelsonitów, skarnów, utworów pneumatolitycznych i żył hydrotermalnych i typu alpejskiego. Najładniejsze okazy spotykane są w druzach jako szczotki krystaliczne oraz w pustkach skał wulkanicznych (geody). Występuje również w aluwiach, skałach metamorficznych, utworach osadowych (fosforyty, konkrecje, płaskury lub warstwy) i skałach okruchowych (np. żwiry, piaski, margle). Apatyty pochodzenia osadowego tworzą się wskutek reakcji guana ze skałami węglanowymi lub na drodze chemicznej czy nagromadzenia kości kręgowców w środowisku wodnym. Szczególnie duże okazy występują w Kanadzie (do 70 cm długości) i USA (do 25 cm). Największy oszlifowany apatyt ma masę 147 kg (pochodzi z Kenii, jest żółtozielony). Współwystępuje z nefelinem, egirynem, tytanitem, cyrkonem, wezuwianem - w skałach magmowych; kasyterytem, wolframitem, magnetytem, topazem, kalcytem, kryształem górskim, aksynitem, tytanitem, rutylem i hematytem - w złożach hydrotermalnych. Poza tym z piroksenem, hornblenda, anatazem, epidotem, albitem, szerlem, berylem, muskowitem, skaleniami, kwarcem, fluorytem i syderytem.

### Miejsca występowania
- Na świecie: Niemcy, Chile, Maroko, Nauru, Szwajcaria, Meksyk, Kanada, Brazylia, Birma, Sri Lanka, Indie, Pakistan, USA, Boliwia, Algieria, Kenia, Tanzania, Republika Południowej Afryki, Mozambik, Namibia, Madagaskar, Australia, Włochy, Austria, Hiszpania, Finlandia, Szwecja, Portugalia, Rosja (Półwysep Kolski)[3][8][7][5].

- W Polsce: Góry Sowie (w hornblendytach w Bystrzycy Górnej, Zagórze Śląskie), Piława Górna, Szklarska Poręba, Karpacz, okolice Strzegomia i Ząbkowic Śląskich, Górnośląskie Zagłębie Węglowe, Tajna k. Suwałk, Góry Świętokrzyskie, Mielnik nad Bugiem[2], w licznych pegmatytach, skałach metamorficznych i magmowych[8] oraz strefach kontaktowych związanych z dolnośląskimi intruzjami granitoidowymi, cieszynity okolic Bielska-Białej, Cieszyna i Żywca[3][2][8].

### Zastosowanie
- źródło otrzymywania fosforu (do produkcji nawozów sztucznych, zapałek, produkcji kwasu fosforowego)[1][4]
- czyste i ładnie zabarwione kryształy stosowane są w jubilerstwie (nadaje się im szlif fasetkowy i kaboszonowy - okazy z efektem kociego oka)[3]
- naukowe i kolekcjonerskie[4]
- główny nieorganiczny składnik tkanek zębowych (szkliwa, zębiny i cementu) oraz kości.